# Ingo Maurer
Ingo Maurer (Reichenau, 12 de mayo de 1932-Múnich, 21 de octubre de 2019) fue un tipógrafo, diseñador gráfico y diseñador industrial alemán, especializado en luminarias.

## Biografía
Hijo de un pescador, creció en la isla Reichenau, en el lago de Constanza junto con sus cuatro hermanos. Después de un aprendizaje como tipógrafo, estudió diseño gráfico en Múnich.
En 1960 se trasladó a Estados Unidos, donde trabajó en Nueva York y San Francisco como diseñador gráfico independiente. En 1963, regresó a Alemania y fundó Design M, una empresa que desarrolla y fabrica lámparas según sus propios diseños. La compañía fue renombrada posteriormente como Ingo Maurer GmbH. Uno de sus primeros diseños, «Bulb» (1969), se incluyó en la colección de diseño del Museo de Arte Moderno en 1969.

## Reseña biográfica
En 1984 presentó el sistema de cable de baja tensión YaYaHo, que consta de dos cables de metal fijados horizontalmente y una serie de elementos de iluminación ajustables con bombillas halógenas, que se convirtió en un éxito instantáneo.
Se le pidió que creara instalaciones especiales YaYaHo para la exposición "Lumières je pense à vous" en el Centro Georges Pompidou en París, la Villa Medici en Roma y el Institut Francais d'Architecture en París.
En 1989, la Fondation Cartier pour l'Art Contemporain (Fundación Cartier para el Arte Contemporáneo) en Jouy-en-Josas, cerca de París, organizó la exposición "Ingo Maurer: Lumière Hasard Réflexion" (Ingo Maurer: Reflejo de Oportunidad de Luz). Para esta exposición, Maurer creó por primera vez objetos de iluminación e instalación que no estaban destinados a la producción en serie.
Desde 1989, su diseño y sus objetos han sido presentados en una serie de exposiciones, incluido el Stedelijk Museum en Ámsterdam (1993). En 2002, el Vitra Design Museum organizó Ingo Maurer - Light - Reaching for the Moon, una exposición itinerante con varios espectáculos en Europa y en Japón. En 2007, el Museo Cooper-Hewitt National Design Museum de Cooper-Hewitt en Nueva York presentó la exposición Provoking Magic: Lighting of Ingo Maurer. 
Creó muchos objetos utilizando led, siendo el primero el objeto de iluminación Bellissima Brutta en 1996. 
En 2001 presentó una lámpara de mesa con led con el nombre EL.E.Dee. En 2006 comenzó a experimentar con diodos orgánicos emisores de luz (led orgánicos), presentando dos objetos y una lámpara de mesa como edición limitada.
Además del diseño de lámparas para producción en serie, creó y planeó instalaciones livianas para espacios públicos o privados. En Múnich, creó la instalación de iluminación en la estación de metro Westfriedhof (1998) y el concepto de renovación e iluminación para la estación de metro Münchner Freiheit, inaugurada en diciembre de 2009. Para Issey Miyake realizó una instalación para un desfile de moda en París (1999). En 2006 creó objetos e instalaciones de iluminación para el interior del Atomium de Bruselas.